# Синдром Пітера Пена
Синдром Пітера Пена — це метафора,  заснована на концепції небажання дорослішати   і перебування в пастці дитинства.  Це не визнане захворювання психіки.  Ця фраза також використовувалася для опису компаній, які уникають технологій підвищення продуктивності та залишаються малими. 
Це поп-психологічний термін, який використовується для опису дорослої людини, яка є соціально незрілою.  Цей термін неофіційно використовується як непрофесіянами, так і деякими фахівцями з психології в популярній психології після публікації в 1983 році доктором Деном Кілі книги «Синдром Пітера Пена: чоловіки, які ніколи не виросли» . Кілі також написав супровідну книгу «Дилема Венді », опубліковану в 1984 році  .
Синдром Пітера Пена не визнається Всесвітньою організацією охорони здоров'я.  Він також не зазначений у Посібнику з діагностики та статистики психічних розладів (DSM-5). 
Людей, які демонструють характеристики, пов'язані з синдромом Пітера Пена, іноді називають Пітером Паннером . Цей термін і поняття не прийняті в DSM-5 і використовуються зневажливо.  Відокремлюють також puer aeternus, психологічну концепцію, висунуту Карлом Юнгом . 

## Історія
Концепція набула популярності завдяки психоаналітиці доктора Дена Кілі в його книзі «Синдром Пітера Пена: чоловіки, які ніколи не виросли», вперше опубліковані в 1983 році. Його книга стала міжнародним бестселером і викликала хвилю плагіату. У Кілі з'явилася ідея «Синдрому Пітера Пена» після того, як він помітив, що, як і у відомого персонажа п’єси Джеймса Баррі, багато проблемних хлопчиків-підлітків, яких він лікував, мали проблеми з дорослішанням і прийняттям обов’язків дорослих. Ця неприємність тривала і в дорослому віці.  Пізніше доктор Кілі зізнався, що сам був Пітером Пеном. 

### Острів(1962)
До того, як Кілі ввів цей термін у своїй книзі 1983 року, синдром Пітера Пена був очевидним у романі Олдоса Хакслі 1962 року «Острів», у якому один із персонажів розповідає про «небезпечних злочинців» і «владолюбних порушників спокою», які є «Пітером Пенсом». Такими типами чоловіків були «хлопчики, які не вміють читати, не навчаються, ні з ким не ладять і, нарешті, звертаються до більш жорстоких форм злочинності». Він використовує Адольфа Гітлера як архетип цього явища: 
A Peter Pan if ever there was one. Hopeless at school. Incapable either of competing or co- operating. Envying all the normally successful boys—and, because he envied, hating them and, to make himself feel better, despising them as inferior beings. Then came the time for puberty. But Adolf was sexually backward. Other boys made advances to girls, and the girls responded. Adolf was too shy, too uncertain of his manhood. And all the time incapable of steady work, at home only in the compensatory Other World of his fancy. There, at the very least, he was Michelangelo. Here, unfortunately, he couldn't draw. His only gifts were hatred, low cunning, a set of indefatigable vocal cords and a talent for nonstop talking at the top of his voice from the depths of his Peter-Panic paranoia. Thirty or forty million deaths and heaven knows how many billions of dollars—that was the price the world had to pay for little Adolf's retarded maturation.

## Реальні приклади
Яскравим прикладом знаменитості з синдромом Пітера Пена є Майкл Джексон  , який сказав: «Я – Пітер Пен у своєму серці».  Джексон назвав 1 100-гектарів (2 700-акрів) Лос-Олівос, Каліфорнія, де він жив з 1988 по 2005 рік, «ранчо Неверленд»   на честь Неверленду, фантастичного острова, на якому живе Пітер Пен. Він сказав, що це був його спосіб стверджувати, що у нього ніколи не було дитинства, оскільки він рано почав бути співаком через свою родину.   Майкл Джексон побудував там численні статуї дітей, квітковий годинник, дитячий зоопарк, кінотеатр і приватний парк розваг, де є підставки для солодкої вати, дві залізниці, колесо огляду, карусель, блискавка, восьминіг, піратський корабель, хвиля свингера, Super Slide, американські гірки, картинги, бампери, тіпі село та розважальна аркада.  
Як повідомила 26 червня 2009 року штатна письменниця The New York Daily News Керрі Мілаго: «За гроші Джексона за ці роки приїхали тисячі школярів, від місцевих дітей до хворих молодих людей із далеких країн». Відвідувачі «часто згадували це як сновидіння», зауважила вона.  Вихователь дошкільного закладу, який відвідав сайт, сказав USA Today у 2003 році, що ранчо Неверленд «пахне булочками з корицею, ваніллю та цукерками, а звучить, як сміх дітей». 

## Дивіться також
- Парафільний інфантилізм
- Покоління бумеранга
- Puer aeternus